# جورجي ميكادزي
جورجي ميكادزي (بالروسية: Микадзе, Георгий Геннадьевич)‏ هو لاعب كرة قدم روسي في مركز الدفاع، ولد في 3 أكتوبر 1983 في كوتايسي في جورجيا. لعب مع بالتيكا كالينينغراد وموردوفيا سارانسك ونادي خيمكي ونادي ساتورن رامنسكوي.